# Deep Six (album)
Deep Six – album kompilacyjny opublikowany w limitowanym nakładzie 2 tys. egzemplarzy 21 marca 1986 przez wytwórnię C/Z. Zawiera on nagrania sześciu zespołów wywodzących się z Seattle, lub okolic, w stanie Waszyngton – Green River, Malfunkshun, Melvins (grupa pochodzi z Montesano w stanie Waszyngton), Skin Yard, Soundgarden i The U-Men. Procesem produkcji zajęli się Chris Hanzsek i Tina Casale.
Główną ideą realizacji oraz publikacji składanki była chęć zwrócenia uwagi na podziemną twórczość artystów z Seattle. Mimo że Deep Six nie odniósł sukcesu komercyjnego, to obecnie uznawany jest przez historyków muzyki za jeden z najważniejszych kamieni milowych w historii grunge’u, ponieważ zawierał dźwięk, który później stał się charakterystyczny dla tego kierunku muzycznego oraz zdefiniował jego koncepcję i niuanse, a także zademonstrował publiczności zespoły, które zyskały status kultowych dla tego gatunku.
W 1994, u szczytu popularności grunge’u, C/Z razem z A&M opublikowało reedycję kompilacji w zmienionej oprawie graficznej.

## Geneza

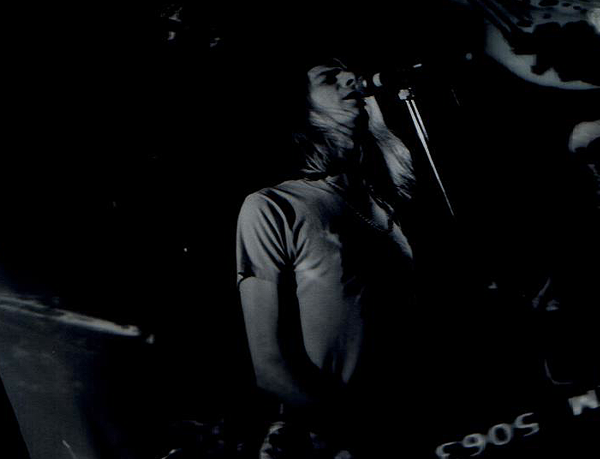
Mark Arm (na zdj. w 1989), jeden z inicjatorów realizacji płyty Deep Six

Jednym z pomysłodawców realizacji albumu kompilacyjnego Deep Six był zamieszkały od dwóch lat w Bostonie w stanie Massachusetts producent i inżynier dźwięku Chris Hanzsek. Otrzymawszy od znajomych ze studiów list i dwuczęściową składankę Seattle Syndrome (1981, 1983) z nagraniami m.in. The 3 Swimmers i The Blackouts, a także singel hardcore’owego zespołu The Fartz, zachęcony jej klimatem, postanowił przeprowadzić się w 1983 ze swoją ówczesną dziewczyną Tiną Casale do Seattle w stanie Waszyngton. Zainteresował się lokalną sceną undergroundową, w której, jak przyznawał Corbin Reiff, autor książki Total F*cking Godhead: The Biography of Chris Cornell (2020), „kiełkował nieodkryty talent”. Rejon Puget Sound był niemal całkowicie pozbawiony zainteresowania ze strony wytwórni. „Nikt nie wydawał płyt w Seattle. Wszyscy myśleli, że to strata pieniędzy” – argumentował Hanzsek. Miejscowi artyści nie nagrywali albumów; głównie ograniczali się do publikowania pojedynczych singli lub minialbumów, maksymalnie z czterema utworami.
Oczekiwania wobec komercyjnych sukcesów wśród zespołów tworzących muzyczną wspólnotę w Seattle w połowie lat 80. XX wieku były niskie – żaden z lokalnych wykonawców nie miał ambicji, by zostać gwiazdą, a większość z nich zajmowała się tworzeniem muzyki z czystej pasji i dla dreszczu emocji związanego z możliwością wykonywania jej na żywo. Według Chrisa Cornella, wokalisty i gitarzysty Soundgarden, niskie oczekiwania sprzyjały tak dużej kreatywności oraz w nawiązywaniu przyjaźni między różnymi zespołami dzielącymi rodzimą scenę.
Na początku 1984 Hanzsek i Casale utworzyli w Seattle Reciprocal Recording, profesjonalne studio nagraniowe. Ze względu na niski koszt wynajmu, wynoszący 10 dolarów za godzinę, obiekt cieszył się dużym zainteresowaniem wśród miejscowych artystów. Kiedy po roku właściciel posesji nie przedłużył im umowy najmu, para przeniosła sprzęt do piwnicy swojego domu i założyła wytwórnię C/Z. Hanzsek, po rozmowach z kilkoma muzykami, z którymi współpracował, uznał, że warto nagrać składankę, by – jak argumentował – „ujawnić wszystkie talenty w Seattle”.

## Dobór wykonawców

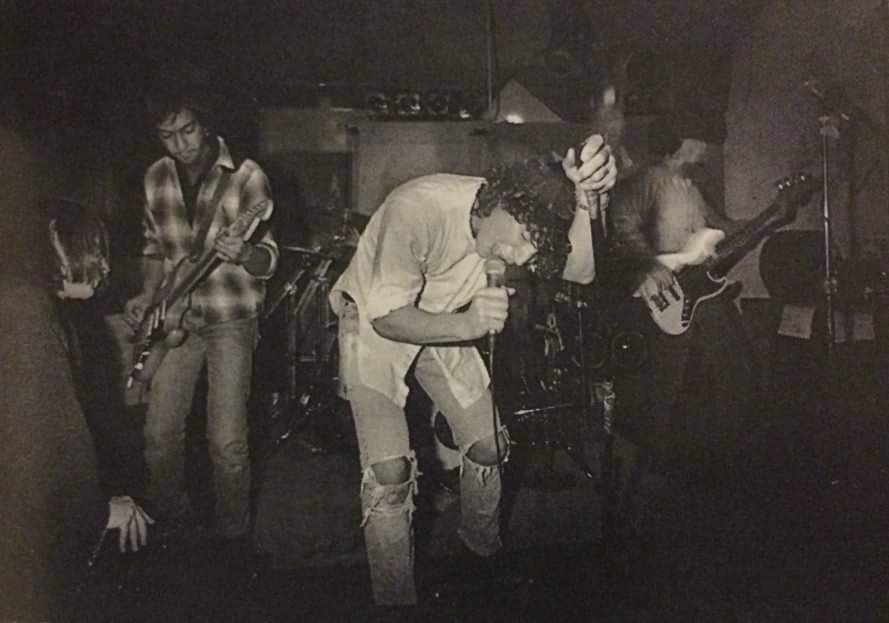
Soundgarden (na zdj. w 1985) był jednym z pierwszych wykonawców zaangażowanych do projektu. Muzycy zamieścili na składance trzy utwory

Hanzsek był pod wrażeniem zespołów, których występy obserwował i nagrywał w miejscowych barach i klubach. Muzycy wybranych przez niego grup kierowali go w stronę innych wykonawców, wartych dodania do planowanego projektu. Istotną rolę w jego rozwoju odegrała Casale i inicjatorzy pomysłu realizacji kompilacji – basista Jeff Ament i wokalista Mark Arm z zespołu Green River (początkowo Hanzsek i Casale nosili się z zamiarem sfinansowania nagrań Green River). To za ich pośrednictwem i Kima Thayila producent poznał wielu muzyków lokalnej sceny, w tym członków Malfunkshun, Melvins i The U-Men.
Soundgarden był jednym z pierwszych wykonawców, którzy pojawili się w trakcie dyskusji. Hanzsek zdecydował się na podpisanie umowy z grupą, przesłuchawszy ich demo. Jak wspominał: „Słuchanie Soundgarden na taśmie, to po prostu zepchnęło nas z krawędzi”. Będąc entuzjastycznie nastawionym do projektu, zainwestował wszystkie posiadane pieniądze, uznając, że „to na pewno będzie tego warte”. Casale wyłożyła z własnego konta bankowego sumę 2,5 tys. dolarów. Za sugestią Arma dołączono również Malfunkshun, Melvins i The U-Men, co – w jego ocenie – tworzyło „świetną północno-zachodnią kompilację”. Ostatni z zespołów odbiegał swym brzmieniem od reszty, czerpiąc inspirację z punk rocka, rocka garażowego i psychodelii, lecz cieszył się sympatią pozostałych grup (uchodził w owym czasie za najbardziej rozpoznawalny zespół z Seattle).
Ostatnim wykonawcą zaproszonym do współpracy był Skin Yard, w skład którego wchodził Jack Endino. „Zastanawialiśmy się, czy powinniśmy zaprosić też chłopaków ze Skin Yard, bo byli nieco inni od nas, trochę młodsi, ale w sumie do nas podobni, no i wszyscy lubiliśmy Jacka Endino” – wspominał Thayil.
Główną ideą realizacji oraz wydania Deep Six była próba zwrócenia uwagi na podziemną twórczość zespołów z Seattle i pokazanie, co ciekawego dzieje się na tamtejszej scenie rockowej. „Chcieliśmy zrobić z Deep Six coś w stylu posthipisowskiej, wspólnotowej «zróbmy płytę, która nam się wszystkim spodoba» składanki” – argumentował Hanzsek. Jacob McMurray – autor książki Taking Punk to the Masses: From Nowhere to Nevermind (2011) – pisał, że Hanzsek i Casale uważali wszystkie zaangażowane do nagrań zespoły za „uosobienie nowego, bardziej chropowatego brzmienia wyłaniającego się z północno-zachodniej sceny undergroundowej”.

## Nagrywanie

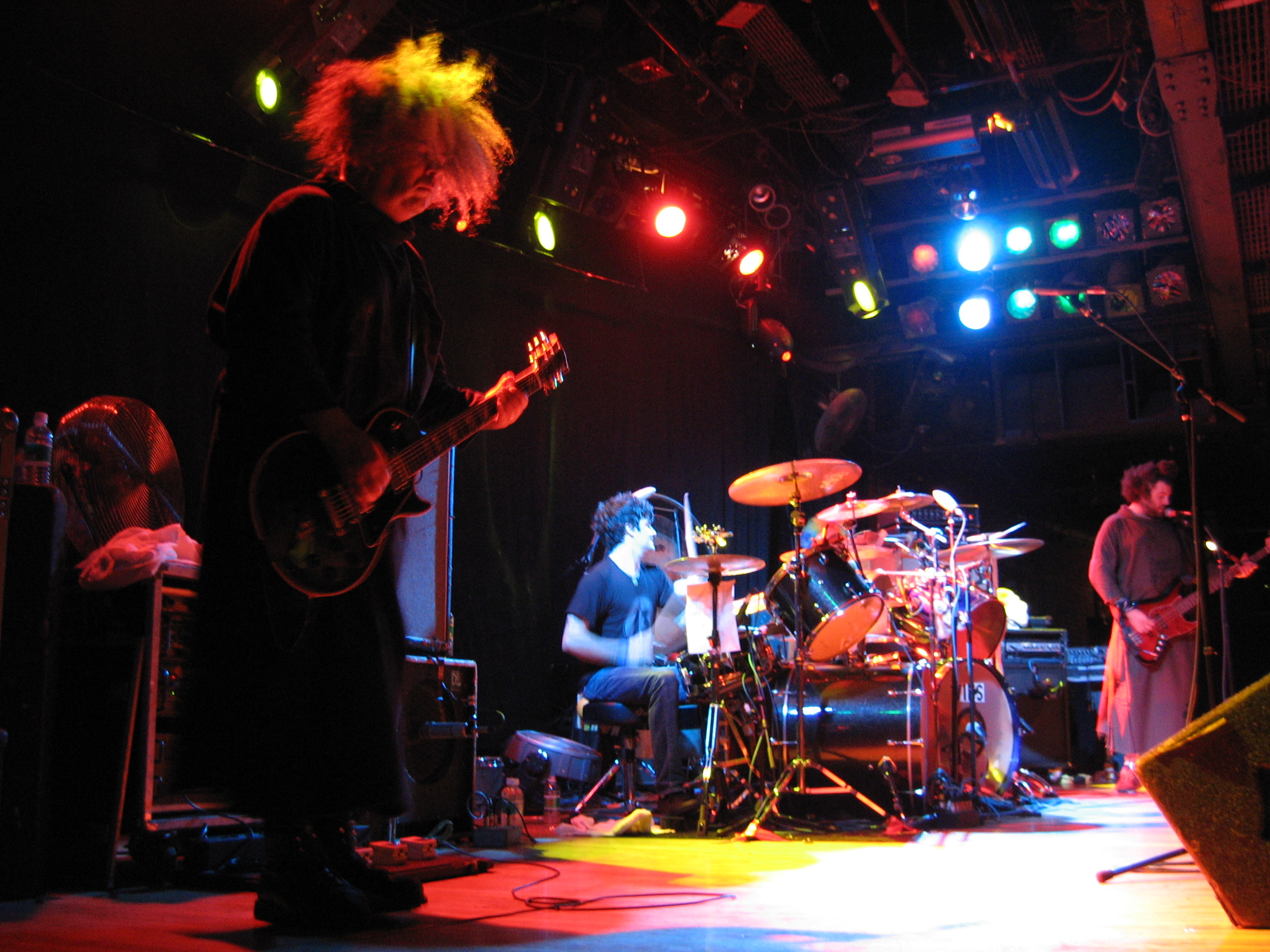
Melvins (na zdj. w 2006) zamieścił na albumie cztery utwory, najwięcej spośród wszystkich wykonawców

Hanzsek opłacił koszta i zarezerwował czas w Ironwood Studios w Seattle, gdzie w sierpniu 1985 zainaugurowano nagrania. Udział w nich wzięło sześć zespołów – Green River, Malfunkshun, Melvins, Skin Yard, Soundgarden i The U-Men. Rola Casale ograniczała się do sprzątania studia oraz ustawiania taśmy na maszynie, a procesem nagrywania zajmował się Hanzsek. Łącznie odbyły się dwie sesje (w sierpniu i wrześniu) z trzema zespołami każdego dnia. Dla członków Melvins, Skin Yard i Soundgarden były to pierwsze nagrania, które zamieszczono na albumie, z kolei „With Yo’ Heart (Not Yo’ Hands)” i „Stars-N-You” były jedynymi utworami nagranymi i wydanymi za działalności Malfunkshun. Była to też pierwsza wizyta w profesjonalnym studiu dla ostatniego z wymienionych zespołów (muzycy skomponowali dwie wspomniane kompozycje kilka lat wcześniej w Bainbridge Island w stanie Waszyngton).
Frontman Malfunkshun, Andrew Wood – znany ze swojej androgynicznej osobowości – pojawiał się w studiu na nagrywaniu partii wokalnych w pełnym kostiumie, na który składały się okulary przeciwsłoneczne, modny kapelusz, długi szalik oraz płaszcz (lub opalowa kurtka). Według Hanzseka „to właśnie nadało mu charakter”. Członkowie zespołu zarejestrowali dwa utwory na żywo na taśmę, bez overdubbingu, z wyjątkiem gitary rytmicznej. Odmienną postawę w stosunku do Wooda prezentował Cornell – zdaniem producenta był on mało rozmowny, spokojny oraz w pełni skoncentrowany na swojej pracy. Zmianę nastroju prezentował w trakcie rejestrowania wokali. „Kiedy nadchodził czas, by stać przed mikrofonem, po prostu go włączał, poddawał się temu duchowi lub nastrojowi i dostarczał go” – wspominał. Sesja do Deep Six była jedyną, w której udział wziął perkusista Soundgarden, Scott Sundquist.
Hanzsek nie chciał, by na składance wystąpiła formacja The U-Men, jednak zmienił zdanie za namową Thayila, argumentującego, że to dzięki temu zespołowi słuchacze zwrócą uwagę na album. Muzycy weszli do studia bez żadnego wcześniejszego przygotowania, rejestrując w pierwszym podejściu zamykający kompilację utwór „They” – bez udziału wzmacniaczy, wykorzystując tylko gitary elektryczne. Nagranie zajęło im 10 minut. Gitarzysta Tom Price wspominał, że nie pamięta samego procesu rejestracji, ponieważ był zbyt „naćpany”. „Pamiętam, że ludzie mówili, że był jakiś problem z tym, żeby nas w ogóle namówić na to nagranie, bo uważaliśmy, że pozostałe zespoły, które miały znaleźć się na tej składance grają dużo ciężej w porównaniu z nami. Że grają wręcz heavymetalowo”.
Przed rozpoczęciem miksowania, Hanzsek i Casale, stosując „demokratyczne podejście”, pozwolili każdemu z zespołów na wybranie jednego członka, który mógł uczestniczyć w czterogodzinnym procesie, co doprowadziło do chaosu i szeregu konfliktów. Muzycy Malfunkshun nie zastosowali się do zasady i na miksy przyszedł zarówno Wood, jak i perkusista Regan Hagar, który argumentował: „Poszliśmy Andy i ja, bo w naszym mniemaniu byliśmy jak jeden człowiek, jeden organizm”. Członkom zespołu zależało na wyeksponowaniu partii gitar Kevina Wooda, lecz ich miksu nie uwzględniono w finalnym efekcie, co doprowadziło do frustracji muzyków. Napięte stosunki panowały także między Casale a członkami z Green River; gitarzysta Stone Gossard uważał współproducentkę za „mocno kontrolującą osobę”. Muzycy Soundgarden również nie byli zadowoleni z wykonanych miksów – szczególnie do piosenki „Tears to Forget”, która według Thayila brzmiała „ciężko i mętnie”; z tego powodu między Cornellem a Casale wielokrotnie dochodziło do kłótni. „Z perspektywy czasu moje demokratyczne aspiracje były błędem. Trzech gównianych inżynierów nie równa się jednemu dobremu” – przyznawał Hanzsek.

## Analiza

### Muzyka

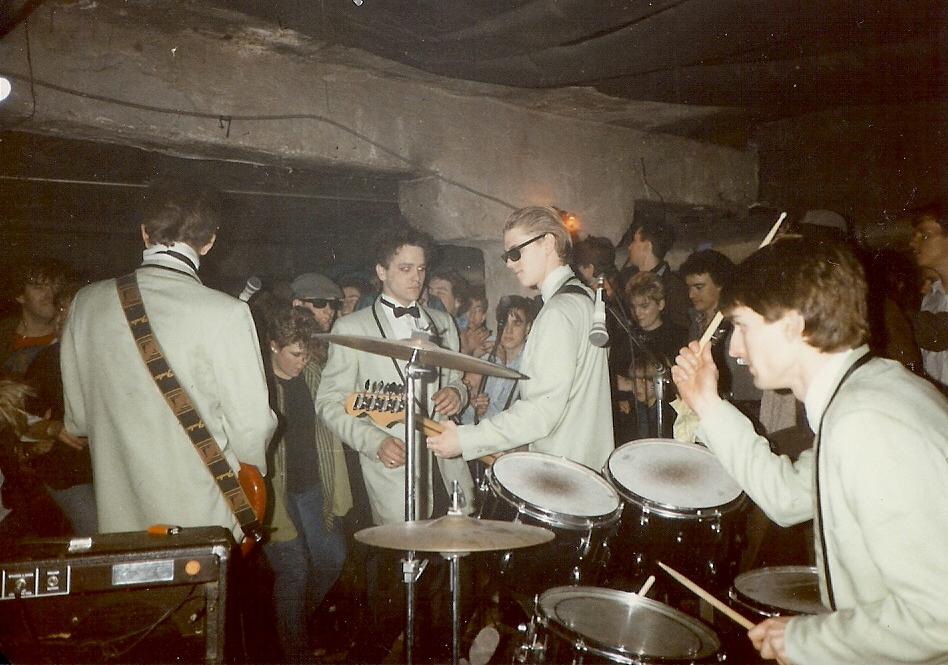
Utwór „They” The U-Men (na zdjęciu w latach 80.) odbiegał swoim brzmieniem – klasyfikowanym jako psychobilly lub też rockabilly – od pozostałej części nagrań, oscylujących pomiędzy punkiem a metalem

Składanka – w skład której wchodzi czternaście utworów – charakteryzuje się dużą różnorodnością. To z jej składników wykrystalizował się nowy styl ze swoistym brzmieniem, cechujący się ciężarem, powolnym tempem, a także surowością. Utrzymane w punkowej stylistyce „10,000 Things” i „Your Own Best Friend” grupy Green River, Kim Neely, autor książki Five Against One (1998), opisał jako „parę wilgotnych, mrocznych, zardzewiałych i mocnych wystrzałów z przerażającymi jękami i wrzaskami Arma”. Dziennikarz Kyle Anderson – autor opublikowanej w 2007 książki Accidental Revolution: The Story of Grunge – opisując otwierający „10,000 Things” twierdził, że choć Green River był nowym zespołem, to brzmienie wspomnianego utworu było mocno osadzone między hałaśliwym noise metalem a rockiem stadionowym z elementami boogie.
Cztery utwory zamieszczone przez Melvins – zdaniem Macieja Koprowicza z „Teraz Rocka” – były osadzone w klasycznej dla zespołu stylistyce z pogranicza hardcore’u i metalu; „Scared” charakteryzował modulowany wokal, z kolei „Grinding Process” silnie nawiązywał do sludge metalu. Malfunkshun nagrał dwie, utrzymane w gatunku sludge metalu, kompozycje – inspirowany Black Sabbath „With Yo’ Heart (Not Yo’ Hands)” i chaotyczny, czerpiący z bluesa „Stars-N-You” z gitarą graną w górnym rejestrze. Dwa utwory Skin Yard – „Throb” i „The Birds” – charakteryzowały post-punkowe wpływy spod znaku Killing Joke oraz twórczość Briana Eno, a także barytonowy śpiew Bena McMillana, zdaniem Neely’ego „Throb” cechuje „pełen dysonans i bezcielesny wokal”. „The Birds” autor opisał jako „nastrojowy i nawiedzony z samotnym, krętym saksofonem”.

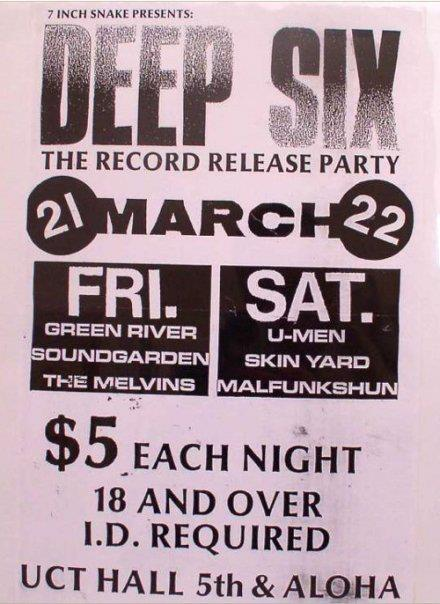
Ulotka zapowiadająca dwa koncerty promujące wydanie płyty w UCT Hall w Seattle (1986)

Soundgarden, który na składance reprezentowały piosenki „Heretic”, „Tears to Forget”, i „All Your Lies”, zdaniem Koprowicza „trudno rozpoznać we wczesnym, post-punkowym wcieleniu”, podobnie jak Cornella, poszukującego wokalnej tożsamości. „Heretic” cechuje przesiąknięty pogłosem gitarowy riff Thayila i szorstkie wrzaski Cornella, przechodzące do czystszego, podwojonego śpiewu w zwrotkach. „Tears to Forget” charakteryzują intensywne partie gitar; Thayil wykorzystał jedną z pozostałych ścieżek, by dodać dodatkową warstwę sprzężenia zwrotnego (ang. feedback), uzyskując specjalną dawkę szorstkiej agresji. Według Reiffa krzyki Cornella w piosence nawiązują do hardcore’u i agresji typowej dla gatunku screamo. „All Your Lies” łączy szybki i „brudny” punkowy riff z wolniejszymi partiami hardrockowymi.
Album zamyka utrzymany w klimacie psychobilly skrzyżowanego z twórczością The Birthday Party utwór „They” The U-Men.

## Wydanie i promocja
Kompilacja Deep Six (takim mianem określano ówczesną scenę muzyczną w Seattle) została wydana 21 marca 1986 nakładem C/Z w formacie winylowym w limitowanym nakładzie 2 tys. kopii. Wyprzedanie całej ilości zajęło trzy lata. Słabe zainteresowanie zespołami z Seattle, jak i samym miastem, miało istotny wpływ na przeciętną sprzedaż. Argumentując przyjęcie albumu, basista Skin Yard, Daniel House, mówił: „W tamtych latach w zasadzie nie było zespołów grających w taki sposób. Popularnością cieszyło się raczej synthowe granie spod znaku new wave. W zasadzie każdy zespół ze składanki Deep Six, brzmienie każdej z tych kapel to był jeden wielki manifest, czy raczej jeden wielki środkowy palec, skierowany przeciwko popularnej wówczas muzyce”.
Oczekiwania wobec przyjęcia składanki były skromne. Zarówno Hanzsek, jak i Casale – znający lokalną scenę – nie mieli złudzeń co do potencjału albumu i zadowalających wyników jego sprzedaży. „Pomyśleliśmy, że istnieje duża szansa na wyjście na zero” – twierdził współproducent, którego część wykonawców obwiniała za niedostatecznie skuteczną kampanię promocyjną. Mimo podejmowanych prób pozyskania sponsorów poprzez prasę, radio uczelniane i lokalną społeczność, odzew był niewielki, przez co Hanzsek borykał się z płynnością finansową. Producentowi zarzucano również słabą jakość produkcji – w opinii Kurta Blocha z zespołu Fastbacks, „muzyka brzmiała jakby wszystko było nagrane przez magnetofon, prosto na kasetę”. Hanzsek za ten stan rzeczy obwiniał zaproszenie wszystkich artystów do udziału w procesie produkcji.
W ramach kampanii zapowiadającej wydanie składanki C/Z rozesłało przeszło 200 egzemplarzy promocyjnych do stacji radiowych, a także zorganizowało dwa koncerty w UCT Hall w Seattle – odbyły się one 21 i 22 marca 1986. Pierwszego wieczora zagrali Melvins, Soundgarden i Green River, drugiego Malfunkshun, Skin Yard i w roli headlinera The U-Men.
Mimo znikomej sprzedaży fakt zamieszczenia utworów na prawdziwej płycie był dla wszystkich sześciu zespołów znaczącym osiągnięciem i „spełnieniem małego marzenia” – twierdził Arm. Lokalna stacja radiowa KCMU często prezentowała na swojej antenie materiał z Deep Six, co przekładało się na powstawanie nowych zespołów, grających agresywniejszą i cięższą, gitarową muzykę. „Deep Six zrobiło swoje, to znaczy zadziałała niczym wystrzelona w niebo raca informująca wszem wobec, że w Seattle istnieje życie i że coś tu się szykuje” – oceniał Hanzsek. Zdaniem Casale „[Deep Six] uchwyciło czas. Dokumentuje zespoły i brzmienie kojarzone z Seattle, które stało się znane jako grunge”. Podobną opinię wyrażał Stephen Tow, historyk muzyki z Seattle i autor książki The Strangest Tribe: How a Group of Seattle Rock Bands Invented Grunge (2011), pisząc: „W przeciwieństwie do medialnych manipulacji fenomenem grunge’u we wczesnych latach 90., Deep Six był prawdziwą okazją… nie miał na celu udokumentowania pojawienia się grunge’u. Po prostu tak wyszło”. Kompilacja była punktem startowym dla Green River, Melvins i Soundgarden.
6 kwietnia 1994, gdy grunge był globalnym fenomenem muzycznym, A&M, wraz z C/Z, wydało reedycję w zmienionej oprawie graficznej. Ukazała się ona na CD i kasecie.

## Odbiór

### Krytyczny
| AllMusic               | [ 53 ] |
| „Entertainment Weekly” | B      |
| „Teraz Rock”           | [ 3 ]  |

Kathleen C. Fennessy z serwisu AllMusic przyznała składance dwie i pół gwiazdki (w pięciostopniowej skali), argumentując: „Deep Six – który działa lepiej na poziomie historycznym niż estetycznym – wciąż dokumentuje kształtujący się okres w historii północno-zachodniego rocka”. W dalszej części uznała, że rock garażowy The Sonics i The Wailers doprowadził do rocka albumowego Heart w latach 70. i metalu progresywnego Queensrÿche w latach 80., a wszystkie zespoły proto-grunge’owe ze składanki Deep Six zapożyczają i rozszerzają te wpływy w ten czy inny sposób. Chuck Eddy z „Entertainment Weekly” pisał: „Kompilacja Deep Six pokazuje, jak artystyczny punk zrodził grunge z Seattle, naśladując metal z wczesnych lat 70.”
Reakcja na składankę wśród lokalnych krytyków była głównie przychylna. Bruce Pavitt pozytywnie oceniał Deep Six w swojej kolumnie Sub-Pop USA w „The Rocket” z 1 kwietnia 1986, uznając go za „powolny” oraz „ciężki”, co – jego zdaniem – było „dominującym dźwiękiem podziemnego Seattle w 1986”. Dodawał, że „Green River, Soundgarden, The Melvins, Malfunkshun, a nawet Skin Yard udowodnili, iż nie musisz mieszkać na przedmieściach i mieć niskie IQ, by zrobić poważny headbanging”. W podsumowaniu przyznał, że „ten album rządzi”.

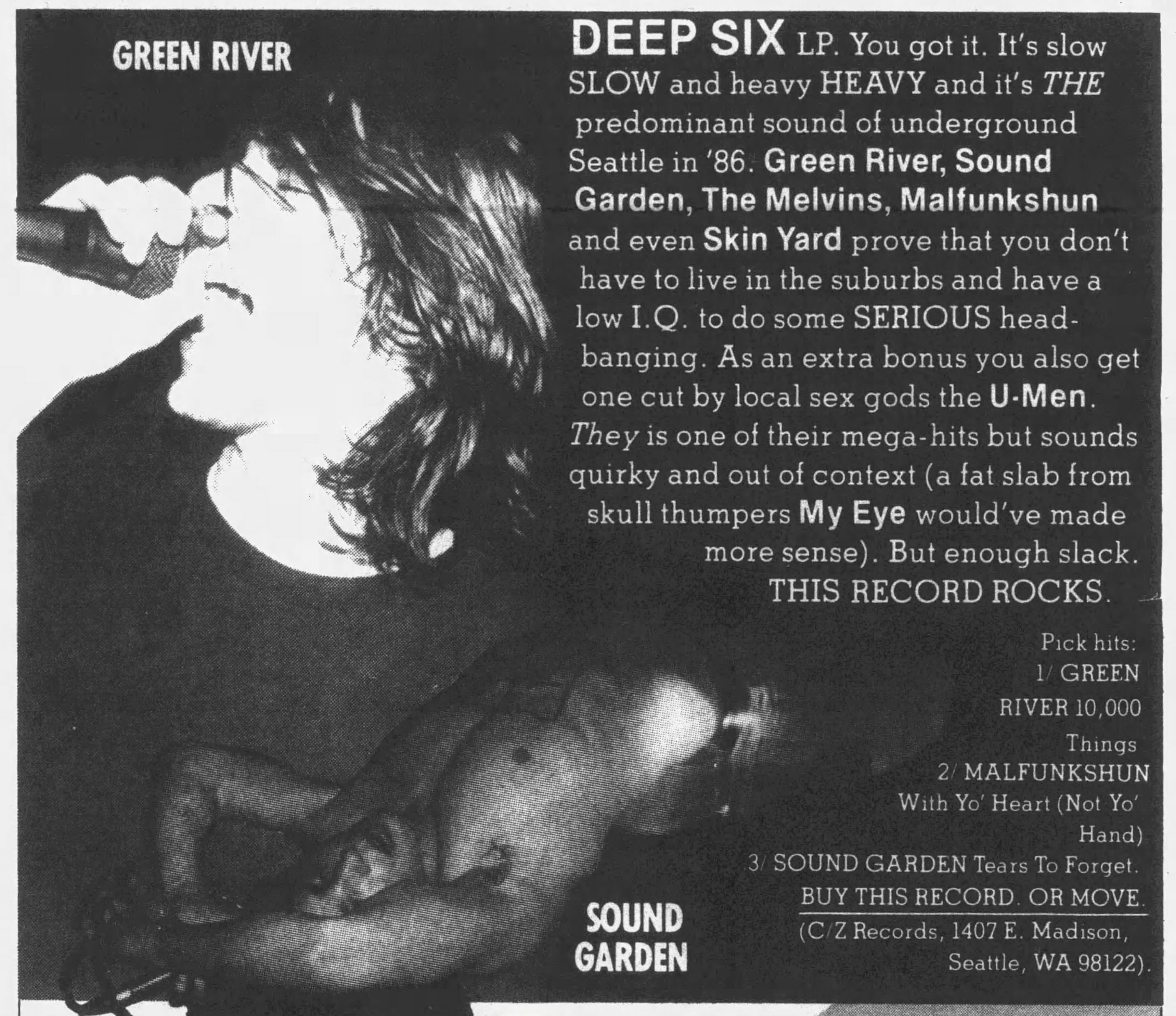
Recenzja albumu w „The Rocket”

Dawn Anderson z tego samego dwutygodnika – podobnie jak Pavitt – również wyrażała przychylną opinię, pisząc w swojej recenzji kompilacji z 1986: „Fakt, że żaden z tych zespołów nie mógłby otworzyć koncertu przed Metalliką i The Exploited bez narażenia się na wyzwiska i szykany pokazuje jak bardzo drobiazgowo muzycznie podziemie wchłonęło pewne wpływy dając zielone światło rodzajowi muzyki, który nie był ani punkiem, ani metalem, a zupełnie innym, rozpoznawalnym i unikatowym gatunkiem”.

### Zestawienia
| Rok  | Tytuł                                                           | Publikacja      | Pozycja | Źródło |
| ---- | --------------------------------------------------------------- | --------------- | ------- | ------ |
| 2004 | „10 istotnych albumów grunge’owych”                             | „Revolver”      | –       | [ 56 ] |
| 2016 | „25 najbardziej wpływowych grunge’owych albumów w historii”     | Diffuser        | 16      | [ 57 ] |
| 2019 | „50 najlepszych grunge’owych albumów”                           | „Rolling Stone” | 22      | [ 36 ] |
| 2021 | „10 grunge’owych albumów, które musisz usłyszeć przed śmiercią” | WhatCulture     | 7       | [ 58 ] |

## Dziedzictwo
We współczesnych opracowaniach kompilacja oceniana jest jako istotny dokument w historii grunge’u z uwagi na to, że prezentuje pierwsze nagrania kilku zespołów, które po latach zyskały miano legendarnych, oraz ustanawia nadrzędne koncepcje i subtelne niuanse brzmienia grunge’u. Mimo że epka Come On Down (1985) Green River uznawana jest za pierwszy album grunge’owy, to Deep Six przykuło większą uwagę – bywa też określany mianem „kamienia węgielnego” sceny Seattle. Adem Tepedelen z magazynu „Revolver” Deep Six uważał za „punkt zerowy dla grunge’u”, dodając, że wczesne utwory wszystkich sześciu wykonawców tworzą „niechlujny plan dla grunge’owego brzmienia – surowa mieszanka punkowej furii, post-punkowego rumowiska gitarowego i heavymetalowego grzmotu”.
Kory Grow w recenzji składanki do rankingu „50 najlepszych grunge’owych albumów” „Rolling Stone’a” z 2019 pisał, że jest ona „nieocenionym dokumentem tego, gdzie wszystko się zaczęło”, dodając: „Nagrania są surowe i ciężkie – do największych hitów Deep Six należą utrzymany w klimatach Devo «All Your Lies» Soundgarden, wściekłe «Blessing the Operation» Melvins i wrzące «10,000 Things» Green River – ale ta surowa witalność jest częścią jego uroku. Jest to w zasadzie USG grunge’u w macicy”.
Tim Coffman z WhatCulture – zamieściwszy w 2021 składankę na 7. miejscu w rankingu „10 grunge’owych albumów, które musisz usłyszeć przed śmiercią” – napisał, że „chociaż grunge nie ma nadrzędnego brzmienia na jednym albumie, to Deep Six jest prawdopodobnie najbardziej zbliżone do tego, jak ten gatunek brzmiał na początku”. Autor podkreślał również, że na składance możemy posłuchać grunge’u na jego wczesnym etapie, a zespoły takie jak Melvins i Malfunkshun mają charakterystyczne brzmienie, będące w połowie drogi do klasycznego rocka i stoner metalu.
Keith Cameron, autor książki Mudhoney: The Sound and the Fury from Seattle (2014), wyrażał przekonanie, że Deep Six zdefiniował podziemną tożsamość muzyczną Seattle. Piotr Jagielski, autor książki Bękarty Seattle (2023), pisał, że „Hanzsek i Casale znaleźli wodę na pustyni i swoje znalezisko udokumentowali na płycie”, natomiast Valeria Sgarella – autorka opublikowanej w 2022 biografii Andy Wood. To Live, Die and Shine in Pre-grunge Seattle – była zdania, że „Deep Six to nie tylko punk i nie tylko metal; był to niedefiniowalny, rozwiązły, niechlujny, surowy, ogłuszający ryk dźwięku Seattle”.
Kompilacja Deep Six była prezentowana na wystawie w siedzibie Rock and Roll Hall of Fame (RRHOF) w Cleveland w stanie Ohio w sekcji poświęconej muzycznej scenie Seattle.

## Lista utworów

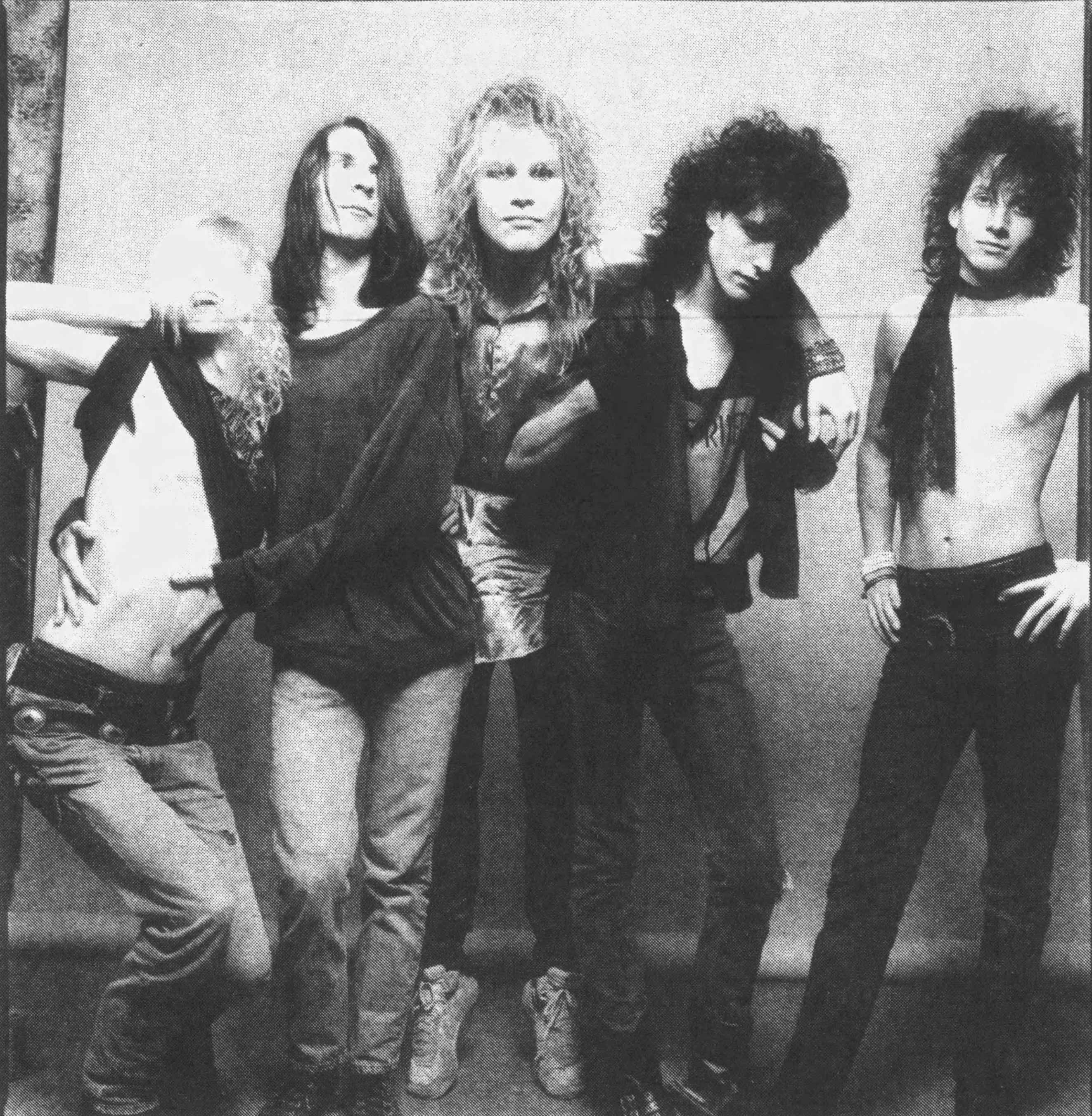
Green River (na zdj. promocyjnym w gazecie „The Rocket” z 1986)

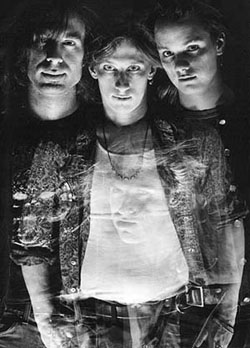
Skin Yard (na zdj. w 1988)

| Nr  | Tytuł utworu                     | Wykonawca   | Autorzy                                              | Długość |
| --- | -------------------------------- | ----------- | ---------------------------------------------------- | ------- |
| 1.  | „10,000 Things”                  | Green River | Mark Arm • Stone Gossard • Jeff Ament                | 3:34    |
| 2.  | „Scared”                         | Melvins     | Buzz Osborne                                         | 2:16    |
| 3.  | „Blessing the Operation”         | Melvins     | Osborne                                              | 0:40    |
| 4.  | „With Yo’ Heart (Not Yo’ Hands)” | Malfunkshun | Andrew Wood • Kevin Wood                             | 3:50    |
| 5.  | „Throb”                          | Skin Yard   | Ben McMillan • Jack Endino • Daniel House            | 5:28    |
| 6.  | „Heretic”                        | Soundgarden | Hiro Yamamoto • Kim Thayil                           | 3:21    |
| 7.  | „Tears to Forget”                | Soundgarden | Chris Cornell • Yamamoto • Thayil                    | 2:04    |
| 8.  | „Stars-N-You”                    | Malfunkshun | A. Wood                                              | 1:44    |
| 9.  | „Grinding Process”               | Melvins     | Osborne                                              | 2:05    |
| 10. | „She Waits”                      | Melvins     | Osborne • Dale Crover                                | 0:37    |
| 11. | „The Birds”                      | Skin Yard   | McMillan • Endino • House                            | 3:52    |
| 12. | „All Your Lies”                  | Soundgarden | Cornell • Yamamoto • Thayil                          | 3:50    |
| 13. | „Your Own Best Friend”           | Green River | Arm • Gossard • Ament • Alex Vincent                 | 6:19    |
| 14. | „They”                           | The U-Men   | John Bigley • Tom Price • Jim Tillman • Charlie Ryan | 3:30    |
|     |                                  |             |                                                      | 43:10   |

## Personel
Opracowano na podstawie materiału źródłowego:
Produkcja
- Producent muzyczny: Chris Hanzsek, Tina Casale, asystenci: Jack Endino, Jeff Ament, Kim Thayil, Mark Arm, Regan Hagar, The U-Men
- Inżynier dźwięku: Chris Hanzsek, asystent: Tina Casale

Oprawa graficzna
- Design: Reyza Sagheb (wyd. z 1986), Rhonda Pelikan (wyd. z 1994)
- Zdjęcia: Charles Peterson, Jane Duke (zdj. Skin Yard)